# Спайк Дадли
Мэтью Джонатан Хайсон (англ. Matthew Jonathan Hyson, род. 13 августа 1970, Провиденс) — бывший американский рестлер, наиболее известный по выступлению в World Wrestling Entertainment (WWE) как Спайк Дадли (англ. Spike Dudley). До WWE Хайсон выступал в 1990-х годах в Extreme Championship Wrestling (ECW); персонаж Спайка Дадли был членом группировки «Братья Дадли». В рамках сюжетной линии товарищи по группировке Бах Бах Рэй Дадли и Ди-Вон Дадли предали группировку, чтобы создать отдельную команду; в результате Спайк Дадли был вовлечен во вражду с этим дуэтом.
В 1999 году Дадли ушли из ECW в World Wrestling Federation (WWF) .Тем временем Хайсон остался в ECW, и за это время он дважды становился командным чемпионом мира ECW с Боллзом Махони. В 2001 году промоушен обанкротился, что привело к переходу Хайсона в WWF, где он помирился с Буббой и Ди-Воном. Хайсон выступал со своими сюжетными братьями, а также выиграл с Тэззом командное чемпионство WWF. Хайсон также один раз владел титул чемпиона Европы WWF и восемь раз — хардкорное чемпионство WWF в 2002 году. После этого он объединился с Буббой и Ди-Воном, а затем сделал одиночную карьеру в промоушене с 2004 по 2005 год, в частности, выиграл титул чемпиона WWE в первом тяжёлом весе.
В 2005 году Хайсон был освобожден от контракта с WWE. После недолгого пребывания на независимой сцене и работы тренером в школе рестлинга The Lock-Up, Хайсон присоединился к Total Nonstop Action Wrestling (TNA), сменив свое имя на Брат Рант, поскольку WWE сохранила торговую марку Спайк Дадли. Он снова объединился с Рэем и Дивоном, которые пришли в промоушен за несколько месяцев до него, а также враждовал с Абиссом. После ухода из TNA летом 2007 года Хайсон продолжал работать тренером и выступал на независимых шоу под настоящим именем до 2010 года, когда он прекратил тренироваться и выступать на постоянной основе, а его последний матч состоялся в 2015 году.

## Титулы и достижения
- Big Time Wrestling (Калифорния)
  - Чемпион BTW в первом тяжёлом весе (1 раз)[1]
- Big Time Wrestling (Массачусетс)
  - Чемпион BTW в тяжёлом весе (1 раз)
- Chaotic Wrestling
  - Командный чемпион CW (1 раз) — с Кайлом Штормом[2]
- Extreme Championship Wrestling
  - Командный чемпион мира ECW (2 раза) — с Боллзом Махони[3][4]
- Neo Revolution Grappling
  - Чемпион NRG в тяжёлом весе (1 раз)[5][6]
- New York Wrestling Connection
  - Чемпион NYWC в тяжёлом весе (1 раз)[7]
- Pro Wrestling Illustrated
  - № 51 в топ 500 рестлеров в рейтинге PWI 500 в 2004[8]
- World Wrestling Federation / World Wrestling Entertainment
  - Чемпион WWE в первом тяжёлом весе (1 раз)[9]
  - Чемпион Европы WWF/E (1 раз)[10]
  - Хардкорный чемпион WWF/E (8 раз)[11]
  - Командный чемпион WWF (1 раз) — с Тэззом[12]
- Wrestling Observer Newsletter
  - Худший матч года (2006) — обратный Battle Royal на Impact![13]